# Periclimenes cristimanus
Periclimenes cristimanus är en kräftdjursart som beskrevs av Bruce 1965. Periclimenes cristimanus ingår i släktet Periclimenes och familjen Palaemonidae. Inga underarter finns listade i Catalogue of Life.